# Problepsis subreferta
Problepsis subreferta är en fjärilsart som beskrevs av Louis Beethoven Prout 1935. Problepsis subreferta ingår i släktet Problepsis och familjen mätare. Inga underarter finns listade i Catalogue of Life.